# Sumparn

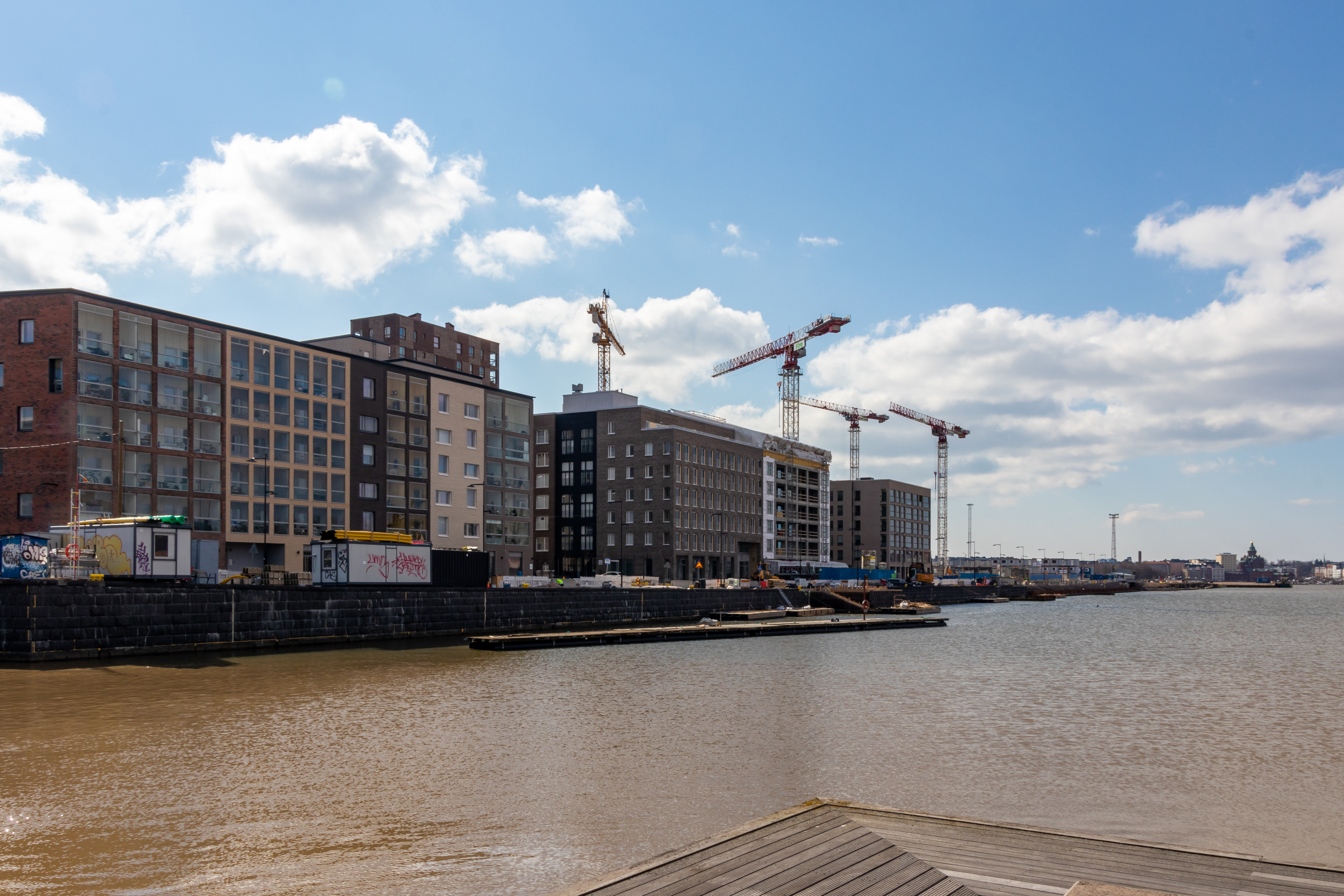
Nya höghus på Sumparn i maj 2020.

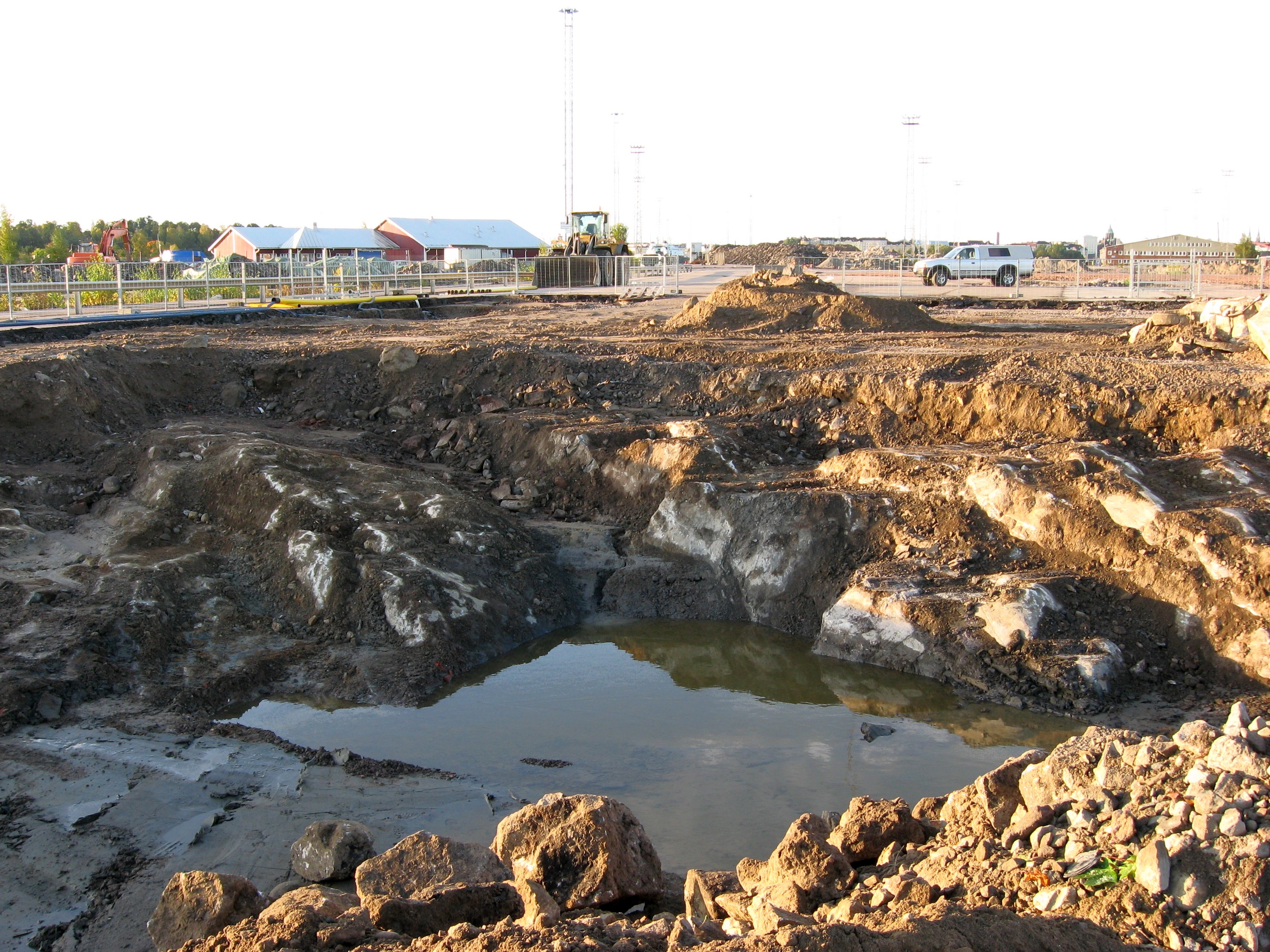
För att förbereda Fiskehamnsområdet för bostadsbyggande renades marken, vilket fick de gamla strandklipporna att framträda.

Sumparn (finska: Sompasaari) är en ö på Kronbergsfjärden i Helsingfors och ett delområde i stadsdelen Sörnäs. Ön förbands med fastlandet genom utfyllnad då den blev en del av Sörnäs hamnområde. Därför kallades Sörnäs hamn i sin helhet också för Sumparn, vilket bland annat stod på vägskyltar som ledde till hamnen. Hamnverksamheten upphörde 2008 då den nya hamnen i Nordsjö öppnades. År 2016 separerades ön igen från fastlandet då en kanal grävdes tvärs över udden då områdets förvandling till bostadsområde påbörjades.

## Historik
I tiderna var Sumparn ett populärt utflyktsmål för helsingforsare och det ordnades ångbåtstrafik till ön. Öns växtlighet var exceptionellt mångsidig; den bedömdes bestå av minst 300 olika arter. Detta var dels tack vare den trädgård som grundades på ön på 1840-talet.
Den höga Sumparn schaktades ner till en plan yta och förbands med fastlandet då Sörnäs hamn på 1960-talet utvidgades mot havet. Också ön Knekten, som låg utanför Sumparn, hamnade under utfyllnadsmassorna. Utfyllnadsarbetena hade inletts redan på 1950-talet då två öar, Hanaholmen (finska: Hanasaari) och Hönan, hade fyllts ut för att bli grund för Hanaholmens kraftverk. Numera återstår endast öarna Blåbärslandet och Högholmen i naturligt tillstånd i Sumparns närhet.

## Byggprojekt
Sumparns hamnfält har byggts om till bostadsområde sedan 2010, i samband med bredvidliggande Fiskehamnen. De första bostadshusen började byggas 2017. Fiskehamnens metrostation ligger på gångavstånd.